# Алісе Ногачова
Алісе Ногачова (чеськ. Alice Noháčová; нар. 20 червня 1967) — колишня чеська тенісистка.
Найвищу одиночну позицію світового рейтингу — 352 місце досягла 19 листопада 1990, парну — 115 місце — 14 вересня 1992 року.
Здобула 4 парні титули туру ITF.
Найвищим досягненням на турнірах Великого шолома було 2 коло в парному розряді.

## Фінали ITF

### Парний розряд (4–7)
| Результат | Ранг | Дата              | Турнір                        | Покриття | Партнерка           | Суперниці                          | Рахунок  |
| --------- | ---- | ----------------- | ----------------------------- | -------- | ------------------- | ---------------------------------- | -------- |
| Перемога  | 1.   | 8 жовтня 1984     | ITF Софія, Болгарія           | Ґрунт    | Регіна Райхртова    | Регіна Маршикова Рената Шашак      | 6–2, 7–5 |
| Перемога  | 2.   | 28 липня 1986     | Ноймюнстер, Західна Німеччина | Ґрунт    | Дениса Крайчовичова | Селін Коен Сусана Марія Вільяверде | 7–6, 6–3 |
| Поразка   | 3.   | 22 вересня 1986   | Бол, Югославія                | Ґрунт    | Дениса Крайчовичова | Сільвія Ла Фратта Барбара Романо   | 5–7, 3–6 |
| Перемога  | 4.   | 26 вересня 1988   | Шибеник (місто), Югославія    | Ґрунт    | Андреа Стрнадова    | Деніса Клаассен Юдіт Варрінга      | 7–6, 6–0 |
| Поразка   | 5.   | 10 жовтня 1988    | Рабаць, Югославія             | Ґрунт    | Андреа Стрнадова    | Кейт Макдоналд Ренне Стаббс        | 0–6, 4–6 |
| Поразка   | 6.   | 19 червня 1989    | Мадейра, Португалія           | Тверде   | Петра Голубова      | Інгелісе Дрігейс Александра Ніпел  | 3–6, 1–6 |
| Поразка   | 7.   | 30 жовтня 1989    | Єрусалим, Ізраїль             | Ґрунт    | Леслі О'Галлоран    | Мішель Андерсон Робін Філд         | 4–6, 1–6 |
| Поразка   | 8.   | 6 листопада 1989  | Хайфа, Ізраїль                | Тверде   | Леслі О'Галлоран    | Мішель Андерсон Робін Філд         | 3–6, 3–6 |
| Перемога  | 9.   | 13 листопада 1989 | Ашкелон, Ізраїль              | Ґрунт    | Леслі О'Галлоран    | Мішель Андерсон Робін Філд         | 7–6, 6–4 |
| Поразка   | 10.  | 20 листопада 1989 | Тель-Авів, Ізраїль            | Ґрунт    | Леслі О'Галлоран    | Мішель Андерсон Робін Філд         | 3–6, 3–6 |
| Поразка   | 11.  | 6 серпня 1990     | ITF Будапешт, Угорщина        | Ґрунт    | Дениса Крайчовичова | Сільві Саба Сандрін Тестю          | 3–6, 4–6 |